# Биллов, Кондратий Петрович
Кондратий Петрович (Кондрат Петерсон) Биллов (Биллоу, Билоу) (около 1750—1796) — офицер Российского императорского флота, участник Первой Архипелагской экспедиции, русско-шведской войны 1788—1790 годов, Выборгского морского сражения. Георгиевский кавалер, капитан 2 ранга.

## Биография
В 1770 году определён в штурманы унтер-офицерского ранга. В 1770—1773 годах ежегодно находился в плавании в Балтийском море, сделал переход из Архангельска в Ревель. В 1773 году определён в штурманы прапорщицкого ранга. участник Первой Архипелагской экспедиции. На 66-пушечном линейном корабле «Александр Невский», в составе 5-й Архипелагской эскадры под командованием контр-адмирала С. К. Грейга, плавал из Кронштадта до Ливорно. В 1774 году был в кампании в Архипелаге. 1 февраля 1775 года произведён в мичманы и в том же году на 20-пушечном фрегате «Помощный» вернулся из Ливорно в Ревель, а оттуда в Кронштадт.
В 1776—1779 годах был в кампании на брандвахтенном пакетботе «Курьер» в Ревеле. 1 января 1779 года произведён в лейтенанты. Командуя пакетботом «Курьер» перешёл из Ревеля в Кронштадт. В 1780 и 1782 годах на 66-пушечном корабле «Святой Николай» плавал в эскадре контр-адмирала А. И. Круза от Кронштадта до Английского канала и обратно. В 1781 году находился при кронштадтском порте. В 1783—1786 годах ежегодно находился в плавании в Балтийском море, сделал переход из Архангельска в Кронштадт. 1 мая 1786 года произведён в капитан-лейтенанты, находился при архангельском порте. В 1787 году на 74-пушечном корабле «Кир Иоанн» перешёл из Архангельска в Кронштадт. Участник русско-шведской войны 1788—1790 годов. В 1788 году командовал в Ревеле брандвахтенным 10-пушечном фрегатом «Парос». В 1789 году командовал 32-пушечном фрегатом «Слава», на котором был послан из Ревеля в крейсерство до Паркалаута, после чего плавал с флотом в Балтийском море.
16 мая 1790 года назначен командиром 74-пушечного линейного корабля «Мстислав», на котором 22 июня участвовал в Выборгском сражении. 23 июня, во время преследования шведского флота, вместе с кораблём «Кир Иоанн» атаковал шведский корабль «София Магдалина», идущий под контр-адмиральским флагом. При сдаче корабля, шведский контр-адмирал Лилиенфельд отдавая свою шпагу капитану Биллову спросил его: «Видели ли вы державшееся близ меня небольшое парусное судно, которое пустилось в шхеры по приближении вашем ко мне?» Биллов ответил, что видел. Лилиенфельд тогда сказал, что на этом судне ушёл от погони и от возможного плена шведский король Густав III. В тот же день Беллоу при содействии корабля «Храбрый» принудил к сдаче еще один из шведских кораблей. 25 июня «Мстислав» отделился от флота и повёл пленённый шведский корабль в Ревель.
6 июля 1790 года награждён орденом Святого Георгия 4 класса № 743 (390) за отличие. 17 июля того же года произведён в капитаны 2-го ранга.
До 1793 года командовал кораблём «Мстислав», находился в кампании в Ревельской эскадре. В марте 1793 года он в Таллине женился на гертруд Кристине Зоге фон Мантейффелиге (родилась в 1753 году).
Умер в марте 1796 года.